# Kenneth Arnold

Kenneth Arnold

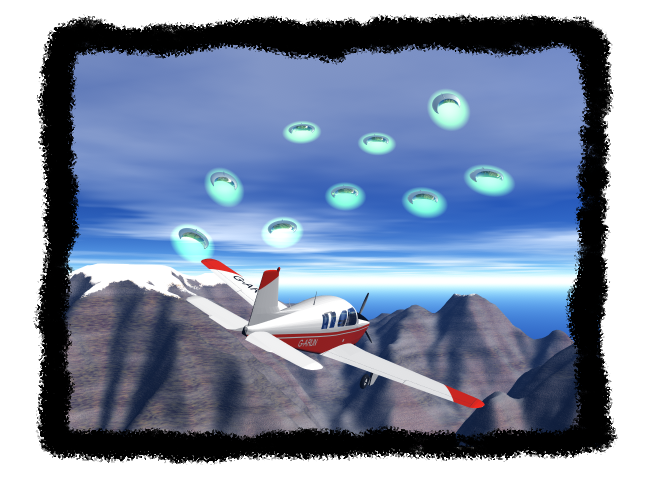
Reconstrucţia întâlnirii lui Kenneth Arnold cu farfuriile zburătoare din 1947

Raportul lui Kenneth Arnold despre farfuriile zburătoare, 1947

Kenneth Arnold (n. 29 martie 1915, Sebeka, Minnesota – d. 16 ianuarie 1984, Bellevue, Washington) a fost un aviator american și om de afaceri. La 24 iunie 1947 Kenneth Arnold a fost martor ocular a ceea ce este considerat a fi primul caz de reperare al unui OZN.

## Biografie
Arnold era un pilot foarte experimentat, având peste 9000 de ore de zbor.

## Incidentul OZN
Prima observație extrem de mediatizată a fost făcută de către Kenneth Arnold în 24 iunie 1947 și a dus la crearea acestui termen de către presa nord-americană. Deși niciodată Arnold nu a utilizat în mod specific termenul de farfurie zburătoare, el a fost citat  spunând că obiectele pe care le-a văzut erau în formă de farfurie, disc, plăcintă, și câțiva ani mai târziu, el a adăugat că obiectele se mișcau ca o farfurioară care sare peste apă. Ambii termenii de farfurie zburătoare și de disc zburător au fost utilizați frecvent și interschimbabil în mass-media, până la începutul anilor 1950.